# Итоговый турнир WTA 2013 — одиночный турнир
Серена Уильямс защитила свой прошлогодний титул.

## Общая информация
Благодаря выходу в финал турнира Ли На обновила лучший результат в рейтинге WTA для игроков азиатского региона на тот момент, заняв в ближайшем рейтинге третью строчку.
7 из 8 участниц приза приехали на итоговый чемпионат второй год подряд; лишь Елена Янкович не играла на турнире-2012. Сербка приняла участие в Итоговом призе впервые с 2010 года.
Впервые с 2010 года ни одна из участниц итоговой восьмёрки не завершила борьбу досрочно, дав сыграть запасной спортсменке.
Агнешка Радваньская впервые за свои пять участий в призе не смогла выиграть на турнире ни матча, а Анжелика Кербер и Сара Эррани — наоборот: на своём втором итоговом чемпионате они смогли выиграть свой первый матч в рамках подобных соревнований.
Ли На за два своих предыдущих участий в итоговом соревновании выиграла лишь два матча, а на призе-2013 она удвоило число своих побед ещё до завершения групповой стадии, а позже и впервые пробилась в полуфинал подобных чемпионатов.
Серена Уильямс впервые смогла два года подряд стать сильнейшей на Итоговом соревновании ассоциации.

## Посев
| 1. Серена Уильямс (Титул) 2. Виктория Азаренко (Группа) 3. Агнешка Радваньская (Группа) 4. Ли На (Финал) | 1. Петра Квитова (Полуфинал) 2. Сара Эррани (Группа) 3. Елена Янкович (Полуфинал) 4. Анжелика Кербер (Группа) |

## Запасные
| 1. Каролина Возняцки (Не использована) | 1. Слоан Стивенс (Не использована) |

## Ход турнира

### Используемые сокращения
- Q (англ. qualifier, дословно — квалифицировавшийся) — победитель квалификационного турнира.
- WC (англ. wild card, уайлд-кард) — специальное приглашение от организаторов.
- LD (англ. last direct acceptance, последний прямой допуск) — игрок, находящийся последним в списке участников, попадающих напрямую в основную сетку.
- LL (англ. lucky loser, лаки-лузер) — игрок с наивысшим рейтингом из проигравших в финальном раунде квалификации, приглашённый в качестве замены поздно снявшегося игрока основной сетки.
- Rt (англ. retired, дословно — снявшийся) — отказ игрока от продолжения игры по ходу матча.
- W/O (англ. walkover, дословно — проход) — выигрыш на невыходе соперника на игру.
- SE (англ. special exempt) — специальный допуск. Используется для игроков, которые удачно сыграли на неделе, предшествовавшей турниру, и потому не могли участвовать в квалификации.
- SR (англ. special rating) — специальный рейтинг. Даётся игроку, получившему травму и выбывшему из тура не менее чем на 6 месяцев и до двух лет. В этом случае его рейтинг на время лечения травмы «замораживается» и затем после возвращения, он имеет право заявляться на несколько турниров (определяется регламентом тура), чтобы попадать на турниры своего уровня.
- PR (англ. protected ranking, дословно — защищённый рейтинг). Используется для допуска в турнир игроков, пропустивших долгое время из-за травмы и опустившихся в рейтинге.
- ALT (англ. alternate) — альтернативный игрок в сетке (замена кого-то из поздно снявшихся с турнира).
- S (англ. suspended, дословно — отложен) — матч приостановлен из-за дождя или темноты.
- D (англ. defaulted) — один из спортсменов снят с турнира за неспортивное поведение.

### Финальные раунды
|  | Полуфиналы | Полуфиналы     | Полуфиналы     | Полуфиналы     | Полуфиналы     | Полуфиналы     | Полуфиналы     | Полуфиналы | Полуфиналы | Полуфиналы |   |                | Финал          | Финал          | Финал          | Финал          | Финал          | Финал | Финал | Финал | Финал | Финал |
|  |            |                |                |                |                |                |                |            |            |            |   |                |                |                |                |                |                |       |       |       |       |       |
|  | 1          | Серена Уильямс | Серена Уильямс | Серена Уильямс | Серена Уильямс | Серена Уильямс | Серена Уильямс | 6          | 2          | 6          |   |                |                |                |                |                |                |       |       |       |       |       |
|  | 1          | Серена Уильямс | Серена Уильямс | Серена Уильямс | Серена Уильямс | Серена Уильямс | Серена Уильямс | 6          | 2          | 6          |   |                |                |                |                |                |                |       |       |       |       |       |
|  | 7          | Елена Янкович  | Елена Янкович  | Елена Янкович  | Елена Янкович  | Елена Янкович  | Елена Янкович  | 4          | 6          | 4          |   |                |                |                |                |                |                |       |       |       |       |       |
|  |            |                |                |                |                |                |                |            |            |            | 1 | Серена Уильямс | Серена Уильямс | Серена Уильямс | Серена Уильямс | Серена Уильямс | Серена Уильямс | 2     | 6     | 6     |       |       |
|  |            |                |                |                |                |                |                |            |            |            | 1 | Серена Уильямс | Серена Уильямс | Серена Уильямс | Серена Уильямс | Серена Уильямс | Серена Уильямс | 2     | 6     | 6     |       |       |
|  |            |                |                |                |                |                |                |            |            |            |   |                | 4              | Ли На          | Ли На          | Ли На          | Ли На          | Ли На | Ли На | 6     | 3     | 0     |
|  | 5          | Петра Квитова  | Петра Квитова  | Петра Квитова  | Петра Квитова  | Петра Квитова  | Петра Квитова  | 4          | 2          |            |   |                | 4              | Ли На          | Ли На          | Ли На          | Ли На          | Ли На | Ли На | 6     | 3     | 0     |
|  | 5          | Петра Квитова  | Петра Квитова  | Петра Квитова  | Петра Квитова  | Петра Квитова  | Петра Квитова  | 4          | 2          |            |   |                |                |                |                |                |                |       |       |       |       |       |
|  | 4          | Ли На          | Ли На          | Ли На          | Ли На          | Ли На          | Ли На          | 6          | 6          |            |   |                |                |                |                |                |                |       |       |       |       |       |
|  | 4          | Ли На          | Ли На          | Ли На          | Ли На          | Ли На          | Ли На          | 6          | 6          |            |   |                |                |                |                |                |                |       |       |       |       |       |
|  |            |                |                |                |                |                |                |            |            |            |   |                |                |                |                |                |                |       |       |       |       |       |

### Групповой раунд
Золотистым выделены игроки, вышедшие в полуфинал.

#### Красная группа
| Посев | Теннисистка         | Уильямс  | Радваньская | Квитова        | Кербер         | Матчи | Сеты | Геймы | Место |
| ----- | ------------------- | -------- | ----------- | -------------- | -------------- | ----- | ---- | ----- | ----- |
| 1     | Серена Уильямс      |          | 6-2, 6-4    | 6-2, 6-3       | 6-3, 6-1       | 3-0   | 6-0  | 36-15 | 1     |
| 3     | Агнешка Радваньская | 2-6, 4-6 |             | 4-6, 4-6       | 2-6, 2-6       | 0-3   | 0-6  | 18-36 | 4     |
| 5     | Петра Квитова       | 2-6, 3-6 | 6-4, 6-4    |                | 63−7, 6-2, 6-3 | 2-1   | 4-3  | 35-32 | 2     |
| 8     | Анжелика Кербер     | 3-6, 1-6 | 6-2, 6-2    | 7-63, 2-6, 3-6 |                | 1-2   | 3-4  | 28-34 | 3     |

#### Белая группа
| Посев | Теннисистка       | Азаренко  | Ли            | Эррани    | Янкович       | Матчи | Сеты | Геймы | Место |
| ----- | ----------------- | --------- | ------------- | --------- | ------------- | ----- | ---- | ----- | ----- |
| 2     | Виктория Азаренко |           | 2-6, 1-6      | 7-64, 6-2 | 4-6, 3-6      | 1-2   | 2-4  | 23-32 | 4     |
| 4     | Ли На             | 6-2, 6-1  |               | 6-3, 7-65 | 6-3, 2-6, 6-3 | 3-0   | 6-1  | 39-24 | 1     |
| 6     | Сара Эррани       | 64−7, 2-6 | 3-6, 65−7     |           | 6-4, 6-4      | 1-2   | 2-4  | 29-34 | 3     |
| 7     | Елена Янкович     | 6-4, 6-3  | 3-6, 6-2, 3-6 | 4-6, 4-6  |               | 1-2   | 3-4  | 32-33 | 2     |

При равенстве числа побед между тремя участницами выше стоит та, кто выиграла большее число сетов, из проведённых ей. При равенстве этого показателя выбирают лучшую по числу выигранных геймов, в соотношении от проведённых ей.